# Xã Barr, Quận Daviess, Indiana
Xã Barr (tiếng Anh: Barr Township) là một xã thuộc quận Daviess, tiểu bang Indiana, Hoa Kỳ. Năm 2010, dân số của xã này là 4.811 người.